# Ескишехир
Ескѝшехир (на турски: Eskişehir – дословно Стар град, на старогръцки: Δορύλαιον, Дорюлайон, на латински: Dorylaeum, Дорилеум) е град в Северозападна Турция.

## География
Градът е главен административен център на едноименния вилает Ескишехир. Разположен е на река Порсук. Население 482 793 жители от преброяването през 2000 г.

## История
Dorylaeum е античен фригийски град. Основан е наново през 1097 г. Районът е влизал в състава на Фригия.
През средновековието е част от Византия, после от Никейската империя, преди да се превърне в най-голямото селище на османския бейлик преди превземането на Пруса и Никея.

## Икономика
Голям шосеен и железопътен възел. Център на богат селскостопански район. Хранително-вкусова, машиностроителна, циментова и текстилна промишленост. В района има добив на хромова руда.

## Култура
В града се намира най-големият турски университет, който е и 4-ти по брой на студентите в света – Анатолийски университет, основан през 1973 г.
В града има много музеи, като най-известни са Музей на световните музеи, Музей на восъчните фигури Ялмъз Буюкерчен, Археологически музей на Ескишехир, Музей на морската пяна, Музей на модерното изкуство от стъкло, Музей на независимостта, Музей на пишещите машини Тайфун.
Старата част на града е оформена като исторически и архитектурен културен резерват с реставрирани стари къщи и улици, в които се предлагат характерните за района халва и произведения от морска пяна.

## Спорт
Представителният футболен клуб на града се казва „Ескишехирспор“. Участвал е в първия и втория ешелон на турския футбол. В края на 20 век има участия в европейския турнир на УЕФА и турнира на балканските клубни отбори.

## Личности
Родени
- Джунейт Аркън (р. 1937), турски киноартист

## Побратимени градове
- Паджу, Южна Корея
- Казан, Русия
- Чанджоу, Китай
- Симферопол, Украйна
- Берлин, Германия
- Кишинев, Молдова